# Presa di Axel
La presa di Axel (o assedio di Axel), fu un assedio che si svolse il 17 giugno 1586 presso la città di Axel (attuali Paesi Bassi) nel corso della guerra degli ottant'anni.

## Antefatto
Axel, una città della contea di Zelanda, era un importante centro fortificato nell'estuario meridionale del fiume Scheldt e si trovava nelle mani degli spagnoli dal 1583 quando Alessandro Farnese l'aveva catturata. L'acquisizione di questa piattaforme avrebbe consentito agli anglo-olandesi di assicurarsi la via per Ostenda e per Sluys, basi più sicure dalle quali poter tendere futuri attacchi.

## L'assalto e la cattura
Il 17 giugno 1586, con l'assistenza di nuove forze inglesi giunte sul continente al comando del conte di Leicester e di sir Philip Sidney, vennero fatti i preparativi per l'assedio.
Quest'armata si unì agli uomini di Maurizio di Nassau e marciò alla volta di Axel e diede inizio all'assedio. Maurizio diede l'ordine di aprire le dighe che permisero l'inondazione dell'area attorno a Terneuzen per tagliare una via di collegamento della città di Axel con l'entroterra. Questo venne fatto inoltre per scoraggiare gli assediati, tagliando loro i viveri dall'esterno.
Quasi immediatamente venne lanciato un assalto ma 40 uomini al comando del colonnello Jan Pyrom si accorsero che il fossato che circondava la città era troppo profondo e perciò lo attraversarono, scalando poi i bastioni e uccidendo le guardie. Una volta all'interno della città, gli assedianti aprirono il cancello al resto delle truppe. Le compagnie olandesi furono le prime a precipitarsi nella città seguite dagli inglesi al comando di Sydney e quindi quelle di Willoughby portarono l'ondata finale. La guarnigione spagnola si riprese dall'inaspettata aggressione, ma il numero dei nemici era di molto superiore alla loro presenza e, malgrado una seppur strenua resistenza, la maggior parte di loro venne uccisa e solo una minima parte venne tratta prigioniera.
Dopo l'assedio, Maurizio si portò a fortificare subito l'area di Axel con 800 nuovi soldati al comando del colonnello Pyron che venne ricompensato per i suoi meriti sul campo.